# Parafia św. Mikołaja Biskupa w Chwaliszewie
Parafia Świętego Mikołaja Biskupa w Chwaliszewie – parafia rzymskokatolicka, znajdująca się w diecezji kaliskiej, w dekanacie Zduny.